# Painalton

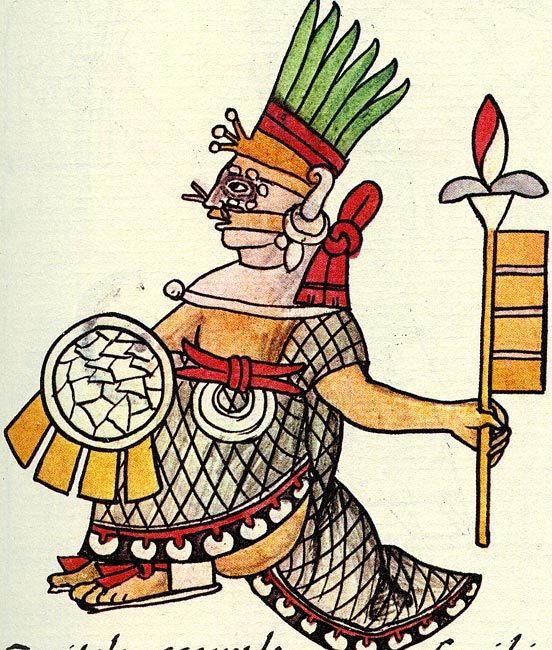
Painal tel qu'il est représenté dans le Codex florentin.

Painalton, Painal, Painaltontli, Painalli, Paynal, est, dans la mythologie aztèque, le dieu messager de Huitzilopochtli, divinité des combats, d'embuscade et de l'incitation à la bataille.